# Cyrus Levinthal
Cyrus Levinthal, född 2 maj 1922 i Philadelphia, Pennsylvania, USA, död 4 november 1990 i New York, var en amerikansk molekylärbiolog.

## Biografi
Levinthal avlade en BA-examen i fysik vid Swarthmore College 1943 och avlade doktorsexamen i fysik vid University of California, Berkeley 1951. Han undervisade sedan i fysik vid University of Michigan i sju år, innan han flyttade till Massachusetts Institute of Technology (MIT) 1957. År 1968 började han på Columbia University som institutionschef och från 1969 professor vid den nybildade institutionen för biologi, där han stannade fram till sin död i lungcancer år 1990.

## Forskning
Under sin tid på MIT gjorde Levinthal betydande upptäckter inom molekylärgenetik beträffande mekanismerna för DNA-replikation, förhållande mellan gener och proteiner, samt egenskaper hos budbärar-RNA.
Vid Columbia University använde Levinthal datorer för 3-dimensionell avbildning av biologiska strukturer, såsom proteiner. Han anses vara upphovsman till datoriserad grafisk visning av proteinstrukturer.
Han är även känd för formuleringen av Levinthals paradox.